# Šem
U judaizmu, kršćanstvu i islamu, Šem (hebr. שֵׁם, Shem; grčki Σημ, Sēm), u biblijskim rodoslovljima (Post 5,32; 10,1; 11,10) i u kazivanju o potopu, najstariji je od trojice Noinih sinova. Njegova je majka bila Noina žena, kojoj se u Bibliji ime ne spominje, ali koja je ponekad identificirana kao Noina sestrična Naama.
Šem se navodi kao praotac zapadnoazijskih naroda Elamita, Asiraca, Babilonaca, Aramejaca, a preko njih Hebreja (Izraelaca) i drugih. Prevlast Šemovih potomaka nad ostalim narodima tumači se Šemovim poštovanjem Noe (Post 9,18-28). 
Šem se kao praotac izraelskog naroda i Mesije spominje i u Isusovu rodoslovlju (Lk 3,36).
Prema tom biblijskom kazivanju, za različite narode Bliskog istoka srodnih jezika nastao je u 18. st. naziv semiti.
Prema jednoj islamskoj legendi, Isus (Isa) je uskrisio Šema.

## Djeca
- Elam
- Ašur
- Arpakšad
- Lud
- Aram